# Carl Braun (astronomo)
Carl Braun (Neustadt (Hessen), 27 aprile 1831 – Sankt Radegund bei Graz, 3 giugno 1907) è stato un gesuita e astronomo tedesco.

## Biografia
Carl Braun frequentò il Germanicum a Roma e studiò filosofia e teologia alla Pontificia Università Gregoriana, dove, tra l'altro, seguì lezioni di astronomia con Angelo Secchi. Dopo sette anni di studio, conseguì il dottorato in filosofia e teologia. Tornato in Germania, divenne professore al seminario di Fulda, dove gli fu affidato l'insegnamento di fisica e scienze. Nel 1861 entrò nell'ordine dei Gesuiti. In seguito studiò matematica e fisica all'Università di Parigi fino al 1868, poi lavorò come tutor all'Università Gregoriana, dove entrò in contatto più stretto con Angelo Secchi. Nel 1871 si ritirò dall'insegnamento, presumibilmente a causa della sua crescente perdita dell'udito.
Nel 1878 fu nominato direttore dell'Osservatorio arcivescovile Haynald, di recente costruzione a Kalocsa in Ungheria e trascorse gli anni successivi a potenziare l'osservatorio. Nel 1884 fece domanda di rimozione dal suo incarico e si ritirò a Mariaschein in Boemia, dove si dedicò privatamente alla ricerca. Morì nel 1907 a St. Radegund vicino a Graz, dove trascorreva regolarmente i mesi estivi.

## Attività scientifica
Braun è stato il primo direttore dell'Osservatorio Haynald, che aveva un rifrattore Merz con un'apertura di 18 cm e una montatura equatoriale e uno spettroscopio Hilger per studiare il Sole, con cui ha osservato macchie solari, protuberanze e brillamenti solari. Oltre a svolgere attività di studio, Braun ha progettato diversi dispositivi tecnici.  
Nel 1865 ha costruito un nefoscopio, uno strumento usato in meteorologia per misurare la direzione e la velocità apparente dei movimenti delle nuvole e quindi il vento nelle regioni più alte. Ha poi realizzato due importanti dispositivi per uso astronomico, che però furono ignorati ai suoi tempi e solo successivamente ripresi da altri: nel 1867 ha sviluppato il micrometro impersonale usato nello strumento dei passaggi per le osservazioni dei meridiani dell'ascensione retta, che fu ridisegnato in una forma più semplice nel 1889 da Johann Adolf Repsold; nel 1873 ha inventato un apparecchio per fotografare l'intero disco solare con una luce monocromatica, che fu successivamente sviluppato sullo stesso principio da George Ellery Hale e Henri-Alexandre Deslandres.
Braun ha determinato la costante gravitazionale con una bilancia rotante nel vuoto con un alto livello di precisione per il tempo: il risultato dei suoi dieci anni di lavoro è stato pubblicato nel 1897. Il gesuita si è occupato anche di questioni cosmologiche e del loro rapporto con la fede cristiana.

## Pubblicazioni principali

### Libri
- Das Passagen-Mikrometer: Apparat zur genaueren Bestimmung der Zeit von Sterndurchgängen, der Rectascensionen der Gestirne und der geographischen Länge. Das Nephoscop: Instrument zur Bestimmung der Richtung und der Geschwindigkeit des Windes in höheren Regionen nebst einem Anhang über einige militärische Erfindungen, Otto Wigand, Leipzig, 1865
- Berichte von dem erzbischöflich-Haynald'schen Observatorium zu Kalocsa in Ungarn über die daselbst in den ersten fünf Jahren ausgeführten Arbeiten, Aschendorff, Münster i. W., 1886
- Ueber Kosmogonie vom Standpunkt christlicher Wissenschaft: nebst einer Theorie der Sonne und einigen darauf bezüglichen philosophischen Betrachtungen, Aschendorff, Münster i. W., 1905

### Articoli
- Ueber directe Photographirung der Sonnen-Protuberanzen, In: Astronomische Nachrichten, 80 (1872), 33–42
- Ueber eine Anwendung von Libellen zur Bestimmung der Theilungsfehler eines Kreises, In: Astronomische Nachrichten, 102 (1882), 375–376
- Beobachtung der Sonnenfinsterniss 1882 Mai 16 auf der Erzbischöfl. Haynald'schen Sternwarte zu Kalocsa, In: Astronomische Nachrichten, 102 (1882), 377–378
- Ueber kosmischen Staub und die Mond-Acceleration, In: Astronomische Nachrichten, 108 (1884), 259–262
- Beobachtungen des Cometen 1884 I (Pons 1812), In: Astronomische Nachrichten, 109 (1884), 61–64
- Ueber Photographische Aufnahmen der Sonnenprotuberanzen, In: Astronomische Nachrichten, 126 (1891), 227–228
- Die Gravitations-Constante, die Masse und mittlere Dichte der Erde. Nach einer neuen experimentellen Bestimmung, In: Denkschriften der kaiserlichen Akademie der Wissenschaften, Mathematisch-naturwissenschaftliche Classe, Band 64 (1897), 187–258